# Yamaha YZ 450 F
Yamaha YZ 450 F – japoński motocykl crossowy produkowany przez firmę Yamaha Motor Company od 2003 roku.
YZ 450 F przystosowany jest do jazdy po torze motocrossowym. Posiada sztywne zawieszenie pozwalające na dalekie skoki i szybką jazdę.

## Dane techniczne/Osiągi
- Silnik: singel
- Pojemność silnika: 449 cm³
- Moc maksymalna: 54 KM/9100 obr./min
- Maksymalny moment obrotowy: brak danych
- Prędkość maksymalna: brak danych
- Przyspieszenie 0-100 km/h: brak danych